# アハメド・ハッサン・マグブ
コカ（Koka）こと、アハメド・ハッサン・マグブ（Ahmed Hassan Mahgoub 、1993年3月5日 - ）は、エジプト・カイロ出身のプロサッカー選手。エジプト代表。ル・アーヴルAC所属。ポジションは、フォワード。

## クラブ経歴

### リオ・アヴェ
リオ・アヴェFCの下部組織で1シーズンプレーした後、2012年9月9日のFCパソス・デ・フェレイラ戦でトップチームデビュー。2015年2月、一時得点ランク2位を記録した（最終順位は12ゴールで5位タイ）。

### ブラガ
2015年8月26日、SCブラガに移籍。10月22日のUEFAヨーロッパリーグ・オリンピック・マルセイユ戦で初ゴール。

### オリンピアコス
2018年8月17日、オリンピアコスFCにレンタル移籍した。2020年1月にも再びレンタルでオリンピアコスに加入し、8月31日に移籍金200万ユーロでオリンピアコスに完全移籍した。

## 代表歴
エジプト代表の一員として参加した2013 FIFA U-20ワールドカップではイラク戦とイングランド戦で得点を挙げ、チリ戦で1アシストを記録した。

### ゴール
| No | 開催日         | 会場             | 対戦国   | スコア | 結果 | 試合概要                    |
| -- | -------------- | ---------------- | -------- | ------ | ---- | --------------------------- |
| 1. | 2013年8月14日  | エル・グーナ     | ウガンダ | 1–0    | 3–0  | 親善試合                    |
| 2. | 2015年10月11日 | アブダビ         | ザンビア | 1–0    | 3–0  | 親善試合                    |
| 3. | 2015年10月11日 | アブダビ         | ザンビア | 2–0    | 3–0  | 親善試合                    |
| 4. | 2015年11月17日 | アレクサンドリア | チャド   | 3–0    | 4–0  | 2018 FIFAワールドカップ予選 |
| 5. | 2015年11月17日 | アレクサンドリア | チャド   | 4–0    | 4–0  | 2018 FIFAワールドカップ予選 |

## タイトル

### クラブ
SCブラガ
- タッサ・デ・ポルトガル: 2015-2016

オリンピアコスFC
- スーパーリーグ: 2019-2020, 2020-2021
- キペロ・エラーダス: 2020

### 代表
- アフリカユース選手権: 2003